# Tirà capblanc
El tirà capblanc (Arundinicola leucocephala) és un ocell de la família dels tirànids (Tyrannidae) i única espècie del gènere Arundinicola. Habita aiguamolls, praderies humides i vores de rius del nord i est de Colòmbia, Veneçuela, Trinitat, Guaiana, nord, centre i est del Brasil, nord-est del Perú, nord i est de Bolívia, el Paraguai i nord de l'Argentina.